# Stichting Jong Muziektalent Nederland
De Stichting Jong Muziektalent Nederland (SJMN) is opgericht in 1986 en had als doelstelling de ontwikkeling en bevordering van jonge talentvolle musici in Nederland. De stichting organiseerde jaarlijks een nationaal concours voor klassieke musici dat werd voorafgegaan door regionale voorrondes, het Inter Provinciaal Muziek Concours (IPMC). Het concours was opgedeeld per instrument en leeftijdscategorie. De prijswinnaars kregen (financiële) steun en advies bij het bezoeken van cursussen en masterclasses. Ook organiseerde de stichting concerten voor de prijswinnaars. Het SJMN maakte deel uit van de European Union of Music Competitions for Youth (EMCY) (Europese Unie van Muziekconcoursen voor de Jeugd). Sinds 1998 reikte de SJMN jaarlijks ook de prijs uit voor het Jong Muziektalent van het Jaar. 
De SJMN besloot om op 1 januari 2012 te stoppen met haar activiteiten naar aanleiding van de cultuurbezuinigingen in Nederland.

## Jong Muziektalent van het Jaar
- 1998 Christopher Devine, piano
- 1999 Bram van Sambeek, fagot
- 2000 Christiaan Kuyvenhoven, piano
- 2001 Fleur Bouwer, klarinet
- 2002 Felicia van den End, dwarsfluit
- 2003 Gideon den Herder, cello
- 2004 Arthur Jussen, piano
- 2005 Irene Enzlin, cello
- 2006 Thomas Beijer, piano
- 2007 Amarins Wierdsma, viool
- 2008 Alexandra Wypkema, piano
- 2009 Remy van Kesteren, harp
- 2010 Sebastiaan Kemner, trombone
- 2011 Floor Le Coultre, viool